# Campiglione-Fenile
Campiglione Fenile è un comune italiano di 1 303 abitanti della città metropolitana di Torino in Piemonte, situato a 15 km a sud di Pinerolo.

## Storia

### Simboli
Nello stemma comunale, tagliato di rosso e d'argento, sono raffigurati un leone rampante e un castello merlato, simboli araldici delle nobili famiglie che hanno dominato, in passato, sui comuni di Campiglione e Fenile, riuniti in un’unica realtà territoriale nel 1929.

## Società

### Evoluzione demografica
Abitanti censiti

### Etnie e minoranze straniere
Secondo i dati Istat al 31 dicembre 2017, i cittadini stranieri residenti a Campiglione Fenile sono 55, così suddivisi per nazionalità, elencando per le presenze più significative:
1. Romania, 38

## Infrastrutture e trasporti

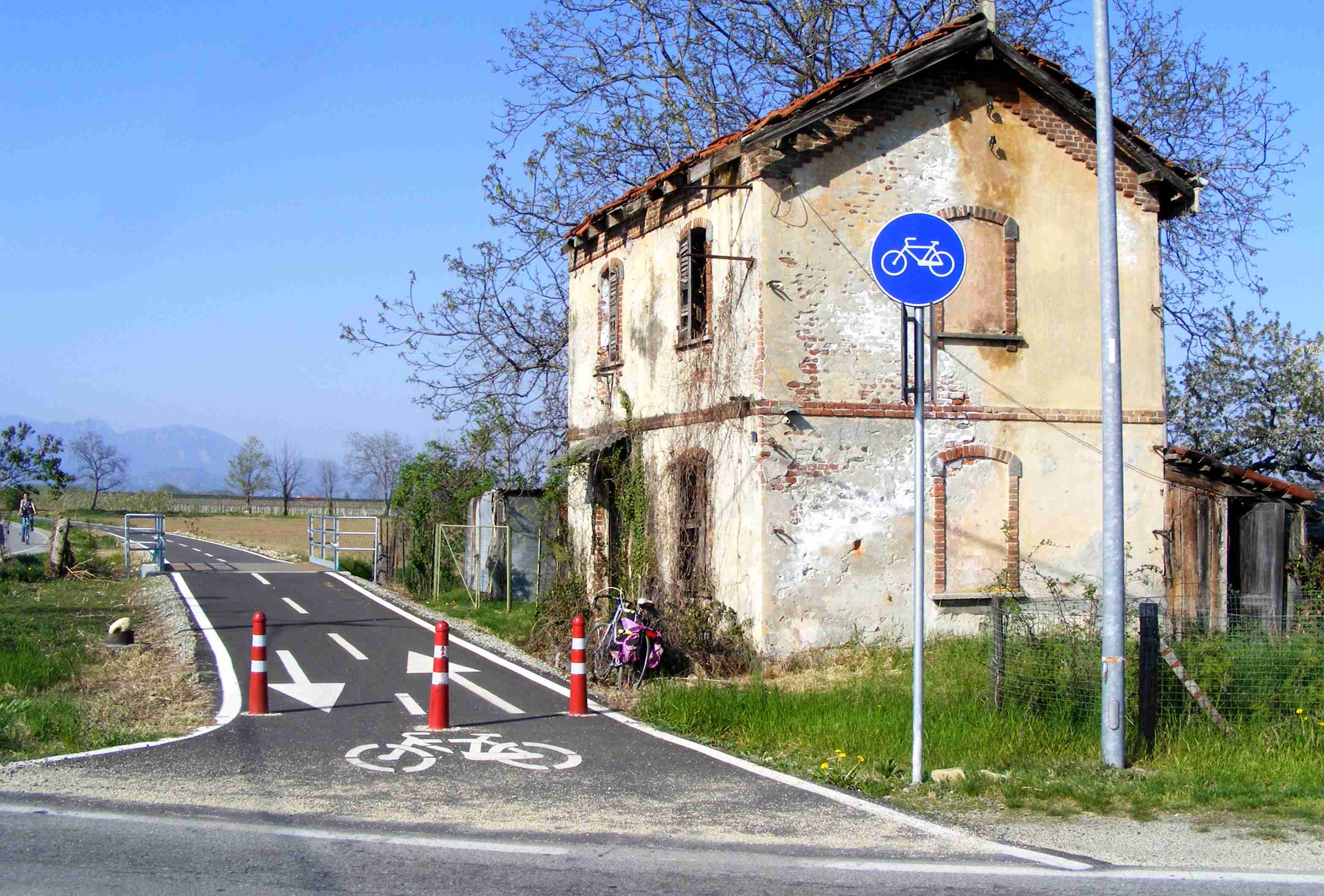
Ex fermata ferroviaria di Campiglione-Fenile

Tra il 1882 e il 1935 il comune fu servito dalla tranvia Saluzzo-Pinerolo e fra il 1885 e il 1984 da una stazione posta lungo la ferrovia Bricherasio-Barge, ora diventata pista ciclabile.

## Amministrazione
| Periodo | Periodo   | Primo cittadino  | Partito      | Carica  | Note  |
| ------- | --------- | ---------------- | ------------ | ------- | ----- |
| 2004    | 2009      | Riccardo Cordero | lista civica | Sindaco |       |
| 2009    | 2014      | Riccardo Cordero | lista civica | Sindaco |       |
| 2014    | 2019      | Paolo Rossetto   | lista civica | Sindaco |       |
| 2019    | 2024      | Paolo Rossetto   | lista civica | Sindaco |       |
| 2024    | in carica | Luca Re          | lista civica | Sindaco | [ 7 ] |